# Chrysolina jenisseiensis
Chrysolina jenisseiensis is een keversoort uit de familie bladkevers (Chrysomelidae). De wetenschappelijke naam van de soort werd in 1920 gepubliceerd door Josef Breit.